# 서울강명초등학교
서울강명초등학교(서울江明初等學校) 대한민국 서울특별시 강동구에 위치한 공립 초등학교이다. 2010년 서울형 혁신학교로 지정되어, 2011년 5월 3일 개교해 2025년 현재까지 서울형 혁신학교로 설치 운영되고 있다.

## 학교 연혁
- 2009년 12월 7일: 강명학교 공사착공
- 2010년 12월 7일: 서울형 혁신학교 지정
- 2011년 5월 3일: 개교식
- 2012년 11월 30일: 대한민국 좋은학교 박람회 교과부장관표
- 2014년 12월 31일: 학생수련교육?수학여행 우수학교 교육감표
- 2015년 3월 1일: 서울형 혁신학교(자율학교) 재지정(2018.02.28까지)
- 2016년 12월 23일: 학부모 학교교육참여 우수학교 교육감표창
- 2016년 12월 29일: 서울형혁신교육지구 운영 교육감표창
- 2017년 12월 31일: 2017 대한민국 미래교육박람회 기여 교육부장관 표창
- 2017년 12월 31일: 서울형혁신교육지구 운영 교육감표
- 2017년 12월 31일: 학교업무정상화 운영 우수학교 교육감 표창
- 2018년 3월 1일: 교육복지 우선지원 거점학교 지정
- 2018년 12월 21일: 생활지도 우수학교 교육장표
- 2019년 3월 1일: 서울형 혁신학교(자율학교) 재지정(2023.02.28까지)
- 2019년 12월 21일: 학교보건 분야 우수학교 교육감 표창
- 2023년 2월 28일: 자율학교 재지정

## 교육과정
강명초등학교는 특별히 블록타임제를 실행하고 있다. 블록타임제는 기존의 40분의 수업 단위를 교과내용이나 수업 방식에 따라 유연하게 재구성하는 것으로, 강명초등학교에서는 6학년을 기준으로, 2개의 교시를 묶어 하나의 블록으로 수업을 진행한 후 30분의 긴 쉬는 시간을 가지고 다시 재개하는 형식으로 운영중이다.

## 참고 자료
- 서울강명초등학교 - 한국교육학술정보원 학교알리미